# يونيس دبليو. جونسون
يونيس دبليو. جونسون (بالإنجليزية: Eunice W. Johnson)‏ هي سيدة أعمال وصحفية أمريكية، ولدت في 4 أبريل 1916 في سلما في الولايات المتحدة، وتوفيت في 3 يناير 2010 في شيكاغو في الولايات المتحدة بسبب قصور كلوي.